# Weiler (bei Mayen)
Weiler település Németországban, Rajna-vidék-Pfalz tartományban. Lakosainak száma 511 fő (2023. december 31.).

## Népesség
A település népességének változása:
| Lakosok száma | 511  | 473  | 486  | 485  | 510  | 511  |
|               | 1975 | 2017 | 2019 | 2021 | 2022 | 2023 |